# La Métamorphose des dieux
La Métamorphose des dieux (volume unique qui traite des relations de l'Homme avec le sacré ou avec une vérité qui le dépasse[source insuffisante]) est un essai publié par André Malraux le 1er décembre 1957. Une réédition paraît en 1977 et deviendra, sous une autre présentation, le premier volume de la trilogie La Métamorphose des dieux : I. Le Surnaturel (Gallimard, 1977), complété par II. L’Irréel (Gallimard, 1974) et III. L’Intemporel (Gallimard, 1976).
La Métamorphose des Dieux est le plus étendu et le plus important des ouvrages consacrés à l'art par André Malraux. 